# خانه حاج منصور طیوری
خانه حاج منصور طیوری مربوط به دوره قاجار است و در شیراز، محله درب شیخ، چهارسو بازارحاجی، پلاک ۱۱ واقع شده و این اثر در تاریخ ۸ مرداد ۱۳۸۱ با شمارهٔ ثبت ۶۰۴۷ به‌عنوان یکی از آثار ملی ایران به ثبت رسیده است.